# Wataru Sasaki
Wataru Sasaki (japanisch 佐々木 渉 Sasaki Wataru; * 28. Juli 1996 in Mitaka) ist ein japanischer Fußballspieler.

## Karriere
Sasaki erlernte das Fußballspielen in der Jugendmannschaft vom FC Tokyo. Hier unterschrieb er 2014 auch seinen ersten Profivertrag. Der Verein spielte in der ersten japanischen Liga, der J1 League. Für Tokyo stand er einemal auf dem Spielfeld. Am 1. Februar 2018 wechselte er nach Takamatsu zum Zweitligisten Kamatamare Sanuki. Am Ende der Saison 2018 stieg der Verein in die dritte Liga ab.